# 昌金高速公路
昌金高速公路指的是从昌傅至金鱼石的沪昆高速公路江西段的一部分，全长168公里，工程总投资44亿元。
昌金高速公路起于樟树市昌傅镇，经樟树市、渝水区、分宜县、袁州区、芦溪县、安源区、上栗县、湘东区，终于萍乡市与湖南醴陵市交界的金鱼石，